# بونفيلد (إلينوي)
بونفيلد (بالإنجليزية: Bonfield)‏ هي منطقة سكنية تقع في الولايات المتحدة في إلينوي.

## الموقع الجغرافي
الموقع الجغرافي للمناطق المحيطة بهذه النقطة هو كالتالي: